# Hansueli Havenith
Hansueli Havenith (* 16. März 1944) ist ein ehemaliger Schweizer Fussballspieler. Er spielte unter anderem für den FC Winterthur und den BSC Young Boys in der höchsten Schweizer Spielklasse.

## Karriere
Etwa 1963 bestritt Havenith sein erstes Spiel seiner Aktivkarriere für den FC Blue Stars Zürich. Während drei Jahren spielte er für die Zürcher und war 1964 auch Bestandteil einer Schweizer Amateurauswahl, die am Bodenseecup teilnahm.
Während eines Auslandaufenthalts in England spielte er auch kurzzeitig für Bournemouth. Im Sommer 1966 wechselte er zum FC Lugano in die höchste Schweizer Liga.
Nach einer Saison in Lugano wurde Havenith vom aus der NLA abgestiegenen FC Winterthur verpflichtet. Als Innenverteidiger hatte er in Winterthur einen Stammplatz und war mitbeteiligt am sofortigen Wiederaufstieg in die Nationalliga A und spielte auch im Cupfinal gegen Lugano. Auch nach dem Aufstieg blieb Havenith Stammspieler und konnte in der Saison 1968/69 die meiste Spielzeit aller Winterthurer Spieler verbuchen. Als er die finanziellen Offerten für zu gering empfand, gab er schliesslich nach zwei Saisons in Winterthur seinen Rücktritt.
Nach einem Jahr Pause, in welcher er sich auf die berufliche Karriere konzentrierte, versuchte es Havenith nochmals mit einem Wechsel zum BSC Young Boys. Nach lediglich sechs Ligaeinsätzen in der Saison 1970/71 und einer Verletzungspause von mehreren Monaten erfüllte er den Zweijahresvertrag bei den Bernern noch. Danach widmete er sich dem Beruf.
Nach Ende seiner Nationalligakarriere engagierte sich Havenith im Zentralvorstand des Schweizerischen Boccia-Verbands.